# باشگاه ورزشی تایریس
باشگاه ورزشی تایِرِس (انگلیسی: Talleres de Córdoba) (تلفظ اسپانیایی: [ˈkluβ aˈtletiko taˈʎeɾes])، یک باشگاه ورزشی حرفه‌ای آرژانتینی است که در شهر کوردوبا واقع شده‌است. 
این باشگاه بیشتر به خاطر تیم فوتبال خود که در حال حاضر در لیگ برتر فوتبال آرژانتین بازی می‌کند، شناخته شده است.

## هماورد
رقیب اصلی تایرس باشگاه ورزشی بلگرانو است که رقابت آن‌ها به عنوان "ال‌کلاسیکوی کوردوبا" شناخته می‌شود.